# Linji Yixuan
Linji Yixuan ou Yixuan de Linji(chin.. 臨濟義玄, Línjì Yìxuán, W.-G.: Lin-chi I-hsüan; jap. Rinzai Gigen; ? — 866/867) foi o fundador da escola chinesa de budismo chán linji zong (chin. 臨濟宗, Línjì zōng, W.-G.: Lin-chi tsung). Ele nasceu no condado Cao, na província de Shandong. Com cerca de vinte anos de idade, foi estudar com Huangbo na província Anhui. Obteve a iluminação espiritual e foi morar em Zhenzhou, na província Hebei, onde fundou o mosteiro Linji, criando o seu estilo próprio de zen, o linji. Uma característica marcante desta escola era o uso do grito do mestre para produzir a iluminação espiritual de seus discípulos.

## A escola rinzai
A escola rinzai japonesa descende da escola linji. Esta foi levada ao Japão em 1191 por Myōan Eisai, tendo, então, adotado o nome "rinzai", que é a adaptação do nome "linji" para a língua japonesa. Sua prática se caracteriza por uma busca ativa da iluminação, através de processos árduos como o trabalho com koans e a prática de artes marciais, além de meditação. Com traços mais intelectuais e práticas mais ativas que as outras escolas do zen, a escola rinzai foi a adotada pelas classes dominantes japonesas, como a dos samurais, o que lhe proporcionou influência e prestígio, mas o que, ao mesmo tempo, limitou seu número de adeptos.